# Cephalocereus senilis
Cephalocereus senilis, conocido comúnmente como cactus viejo, es una especie de planta suculenta perteneciente al género Cephalocereus, dentro de la familia Cactaceae. Es endémica del noreste de México.

## Descripción

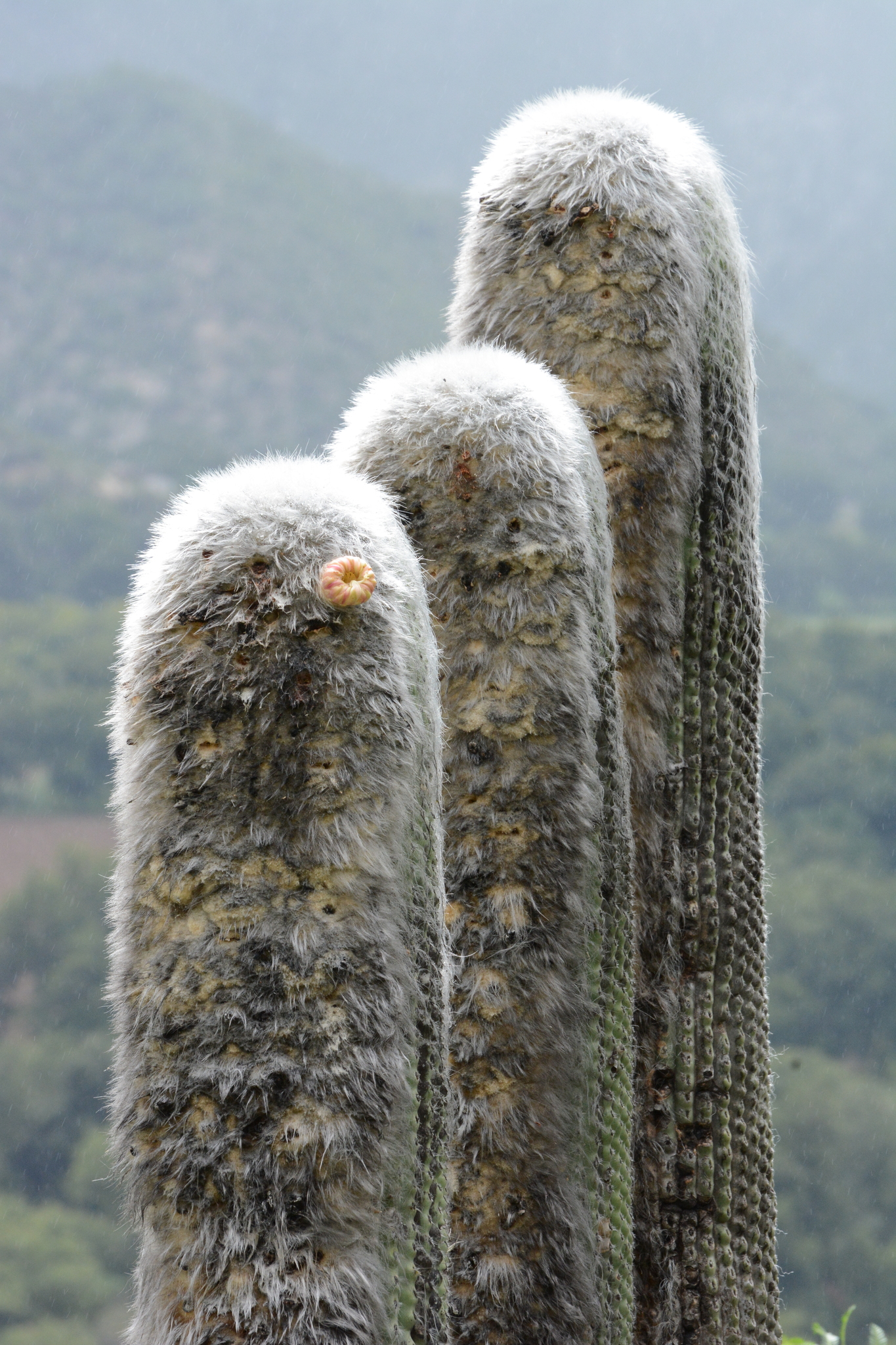
Detalle del pseudocefalio

Cephalocereus senilis es una especie de cactus columnar con tallos erguidos, que inicialmente son de color verde claro y luego se tornan grisáceos con la edad. Solo está ramificado en la base y alcanza alturas de hasta 15 m, con un diámetro de hasta 30 cm. 
Presenta de 20 a 30 costillas bajas y ligeramente pegadas, en las que se sitúan las areolas. Éstas tienen de 1 a 5 espinas centrales fuertes, de color amarillento a grisáceo y miden de 1 a 5 cm de largo. También hay de 20 a 30 espinas marginales parecidas a pelos, son de color blanco y miden de 6 a 12 cm de largo. Éstos le sirven para protegerse del Sol y de las heladas.

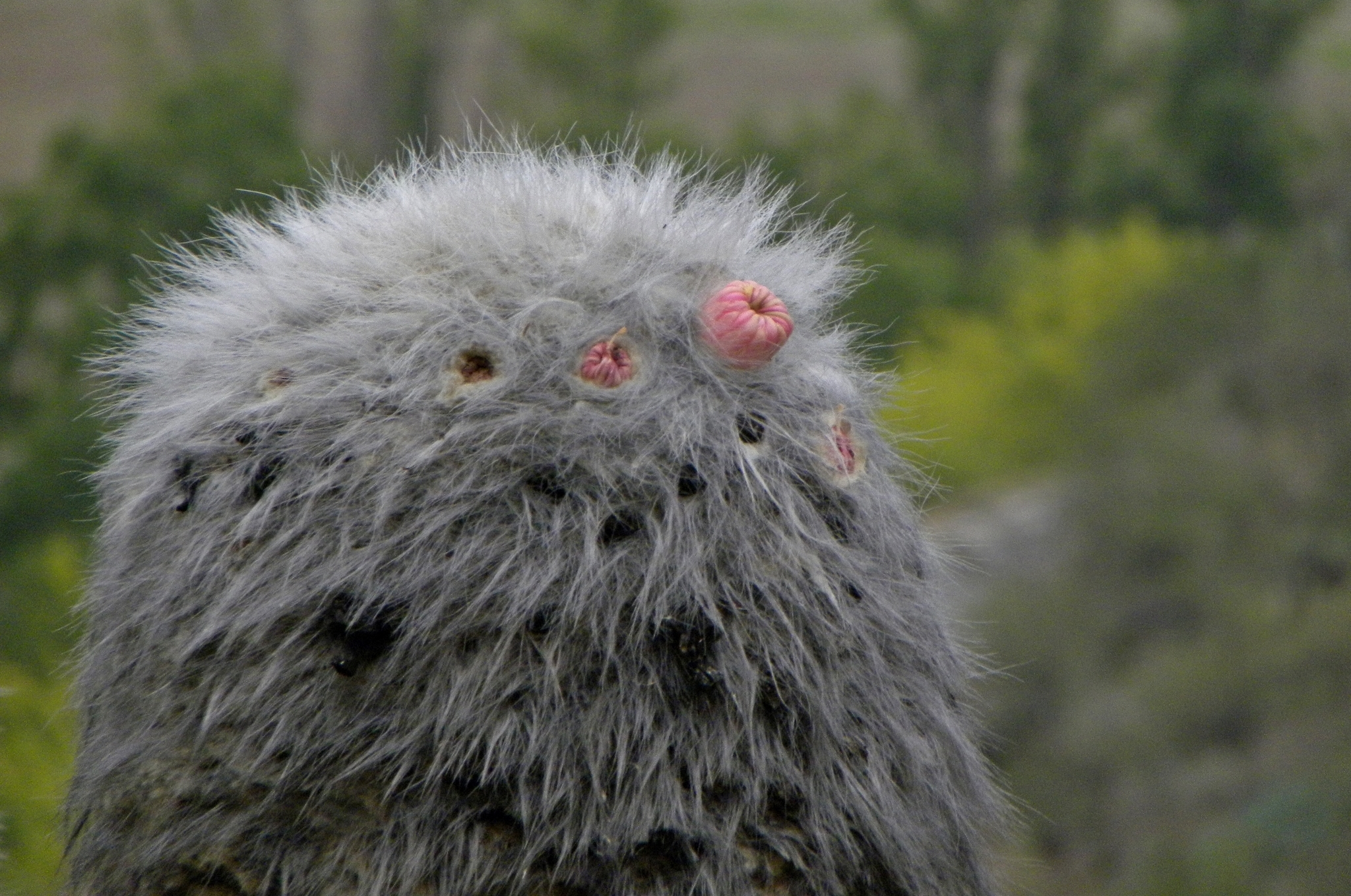
Detalle del botón floral

Las flores son de color rosa amarillento, tienen forma de embudo, miden de 8 a 9 cm de largo y alcanzan un diámetro de 7 a 8 cm. Su pericarpelo y tubo floral son peludos y están cubiertos de algunas escamas. Son nocturnas y nacen en una estructura lanosa llamada pseudocefalio que inicialmente solo se desarrolla en un lado, pero luego cubre toda la punta de los tallos. Está formado por gruesos pelos blancos. Los frutos son obovados, tienen pocas escamas y miden de 2,5 a 3 cm de largo.
Señalar que normalmente no florece hasta los 10-20 años de edad o hasta que alcanza una altura promedio de 2 m. Además son plantas muy longevas, pudiendo vivir hasta 200 años.

## Distribución y hábitat
El área de distribución nativa de esta especie es el noreste de México (hasta Veracruz) y crece principalmente en el bioma desértico o de matorral seco.

## Taxonomía
La primera descripción de esta especie fue como Cactus senilis, publicada en 1824 por el botánico británico Adrian Hardy Haworth en la revista científica Philosophical Magazine and Journal 63: 41.
Más tarde, el botánico alemán Karl Moritz Schumann trasladó la especie al género Cephalocereus, por lo que pasó a llamarse Cephalocereus senilis. Registró estos cambios en el libro Die Natürlichen Pflanzenfamilien Nachtr. 3 (6a): 181, publicado en 1894.
Etimología
- Cephalocereus: nombre genérico que deriva de la palabra griega kephalē (que significa 'cabeza', en alusión a la estructura lanosa llamada cefalio donde nacen sus flores), y la palabra latina cereus (que se traduce como 'vela' o 'cirio'), haciendo alusión a su forma alargada perfectamente recta. También puede hacer referencia al género Cereus, por lo que se traduciría como 'cereus con cabeza o cefalio'.[4]
- senilis: epíteto específico latino que significa 'viejo', haciendo referencia a los numerosos pelos blancos de la especie, que le dan un aspecto antiguo.[5][6]

Sinonimia
- Cactus bradypus Lehm., 1826
- Cactus senilis Haw., 1824 (basónimo)
- Cephalophorus senilis (Haw.) Lem., 1838
- Cephalocereus senilis f. cristatus (Mathsson) P.V.Heath, 1992
- Cephalocereus senilis f. fasciatus P.V.Heath, 1992
- Cereus bradypus (Lehm.) Steud., 1840
- Cereus senilis (Haw.) Salm-Dyck ex DC., 1828
- Echinocactus senilis (Haw.) Beaton, 1839
- Echinocactus staplesiae Tate, 1840
- Euporteria senilis (Haw.) Kreuz. & Buining, 1941
- Melocactus bradypus Lehm. ex Steud., 1841
- Pilocereus senilis (Haw.) Lem., 1839
- Pilocereus senilis cristatus Mathsson, 1891
- Pilocereus williamsii Scheidw. ex C.F.Först., 1846

## Estado de conservación
En la Lista Roja de Especies Amenazadas de la UICN, la especie está clasificada como “En Peligro (EN)”.
Además, actualmente se le considera en la categoría de Especie Amenazada por la Secretaría de Medio Ambiente y Recursos Naturales (SEMARNAT) de México, y está protegida del Comercio Internacional a través de la Convención CITES (Apéndice II).

## Usos
Se cultiva principalmente como planta ornamental y su propagación se realiza normalmente a través de esquejes o semillas. Prefiere un buen drenaje del suelo (más que muchos otros cactus), y mucha luz solar, ya que fomenta el crecimiento del pelo.

## Nombres comunes
- En español: barba de viejo, barbas de viejo, cabeza de viejo, cacto viejito, vejitos, viejo y órgano viejo real.
- En inglés: old man cactus y oldman cereus.
- En holandés: grijsaard [9]

## Galería

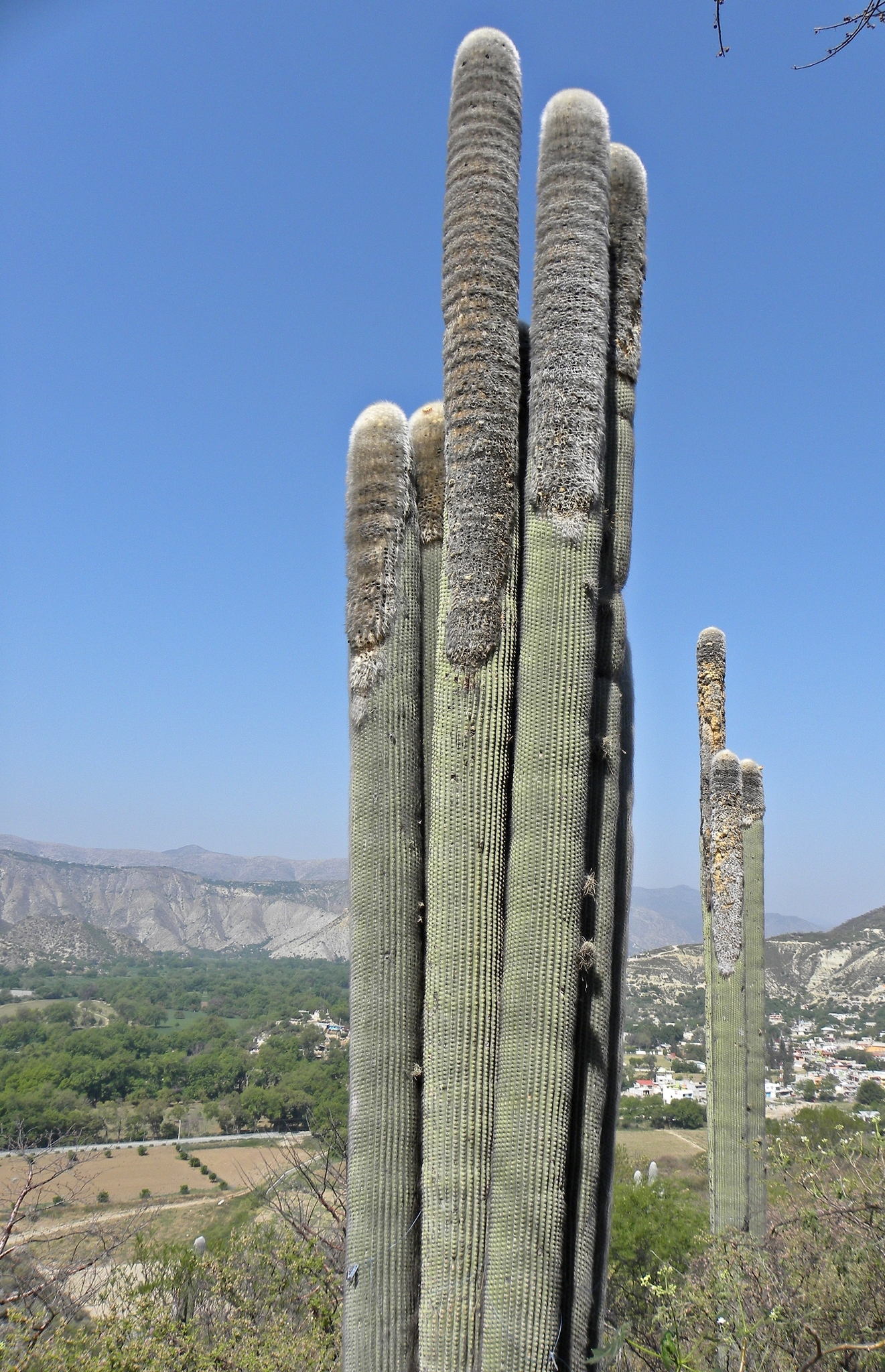
Porte columnar de la planta
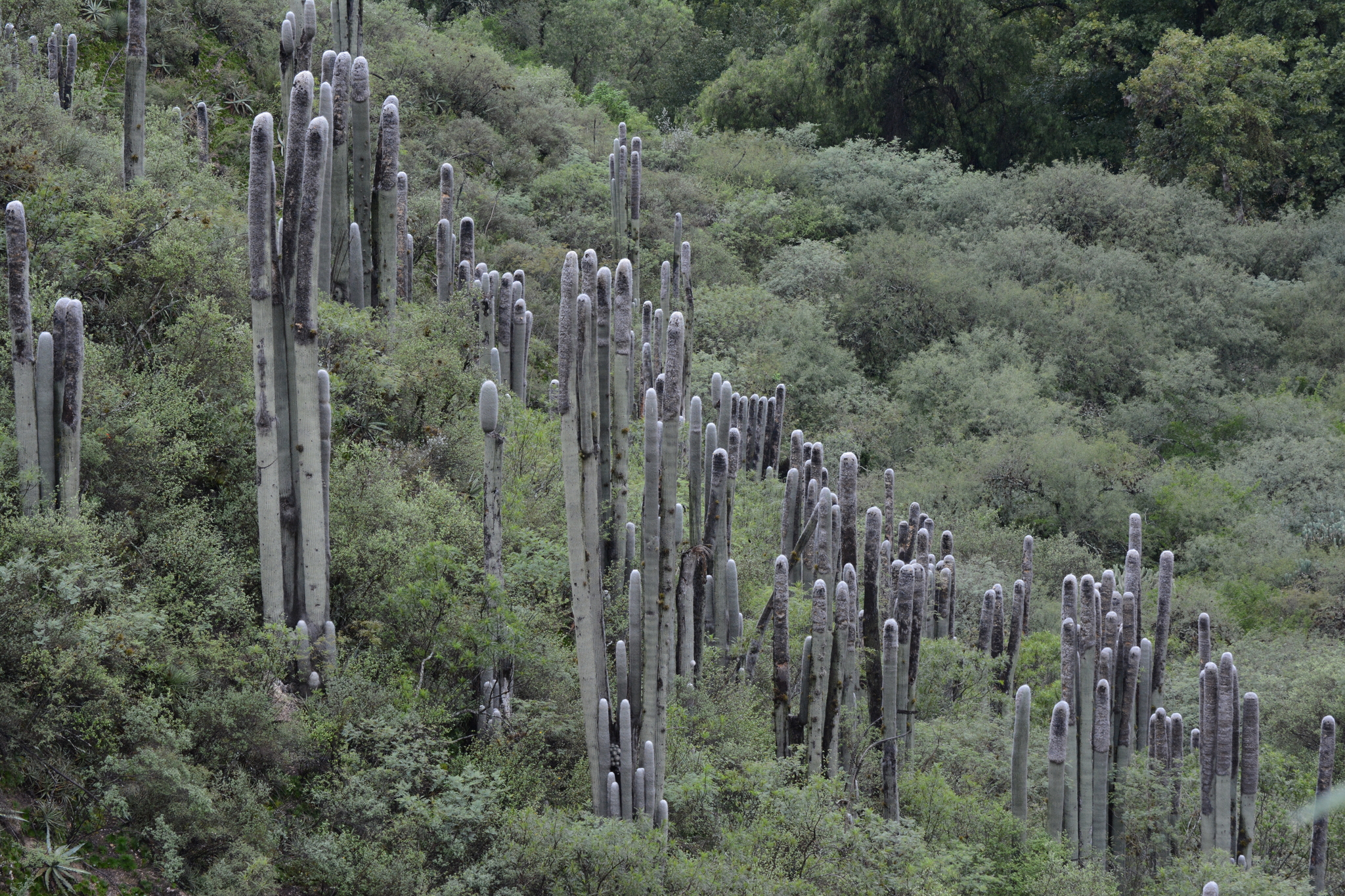
Pantas en su hábitat
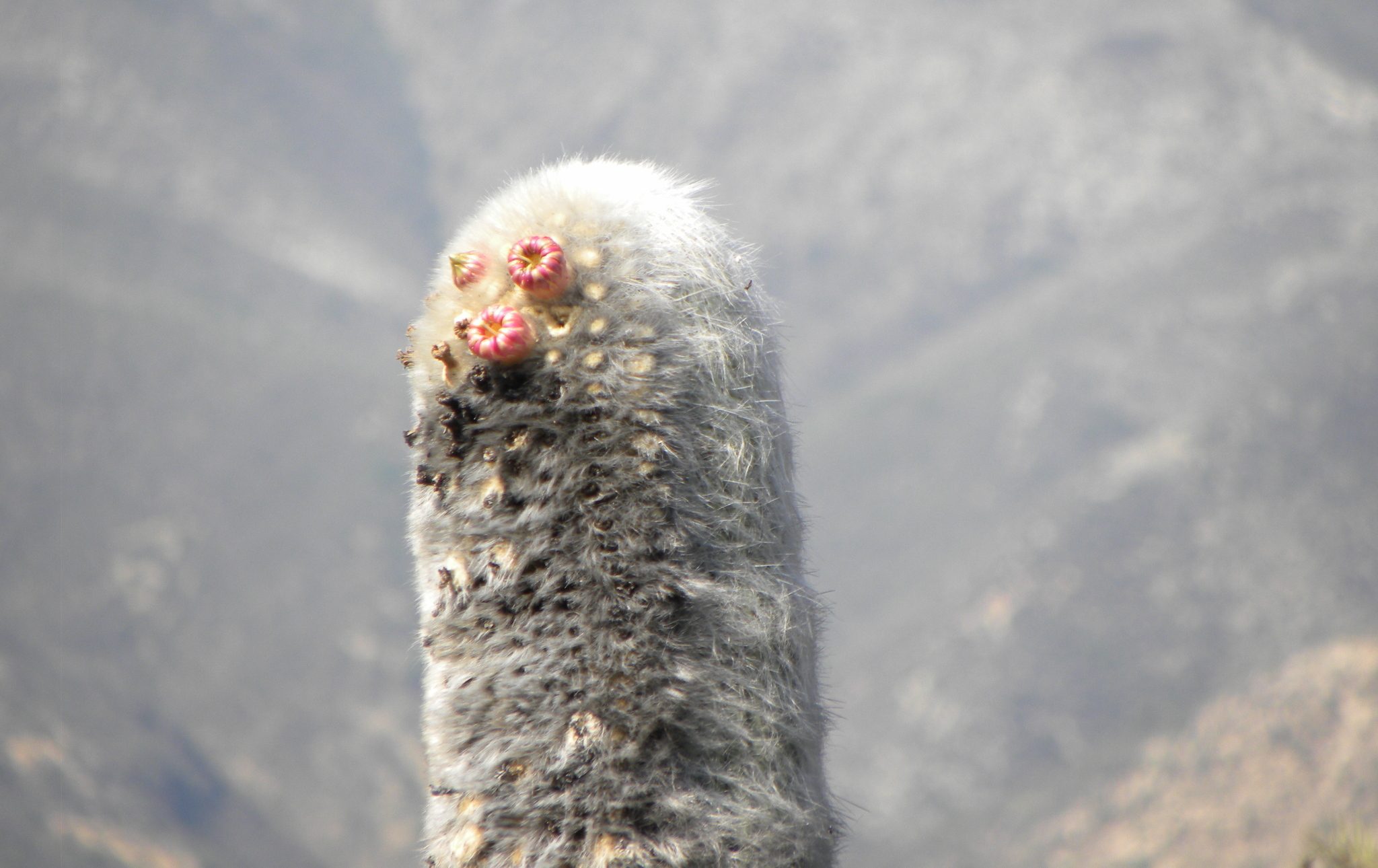
Pseudocefalio en flor
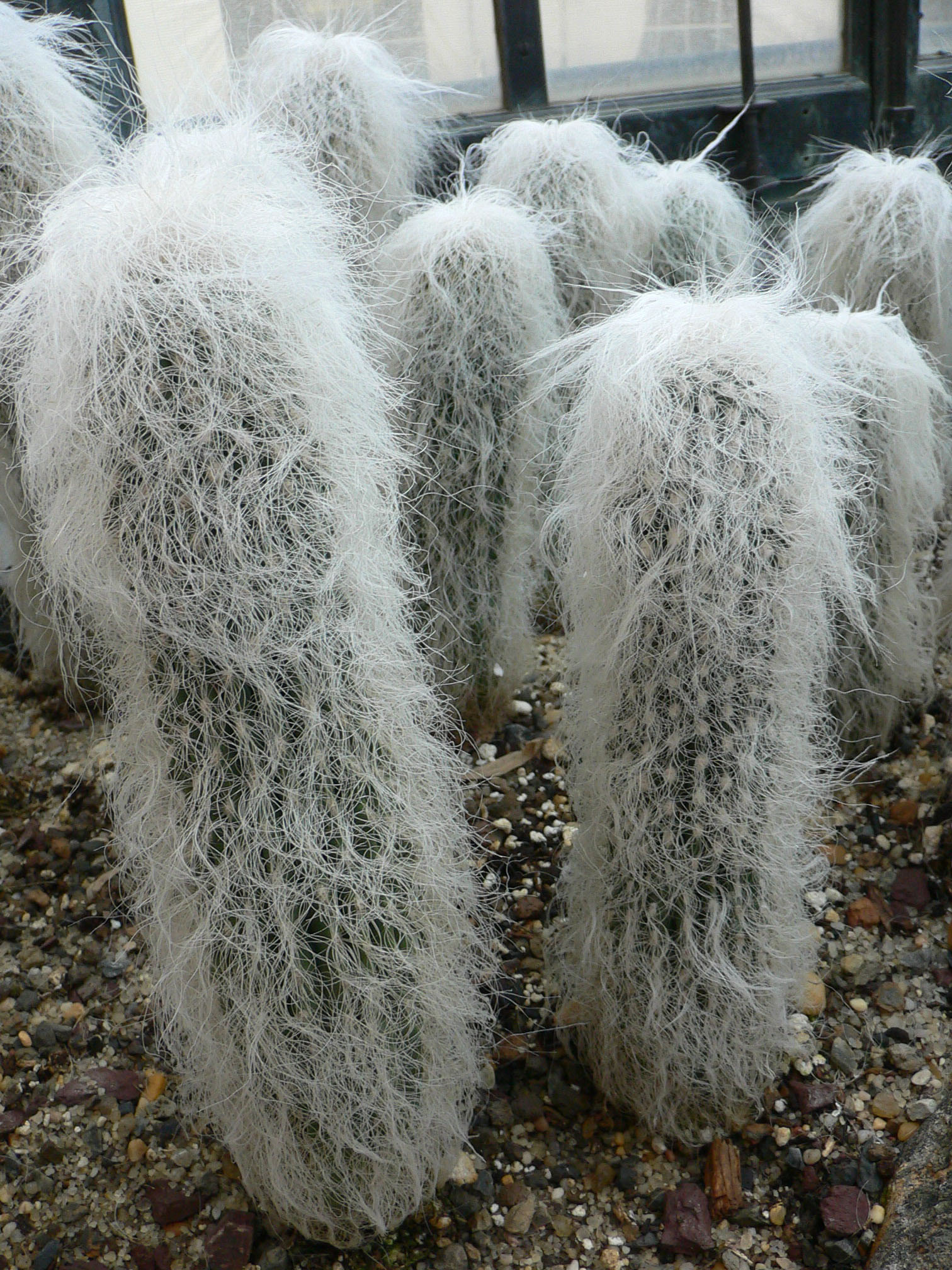
Plantas en cultivo
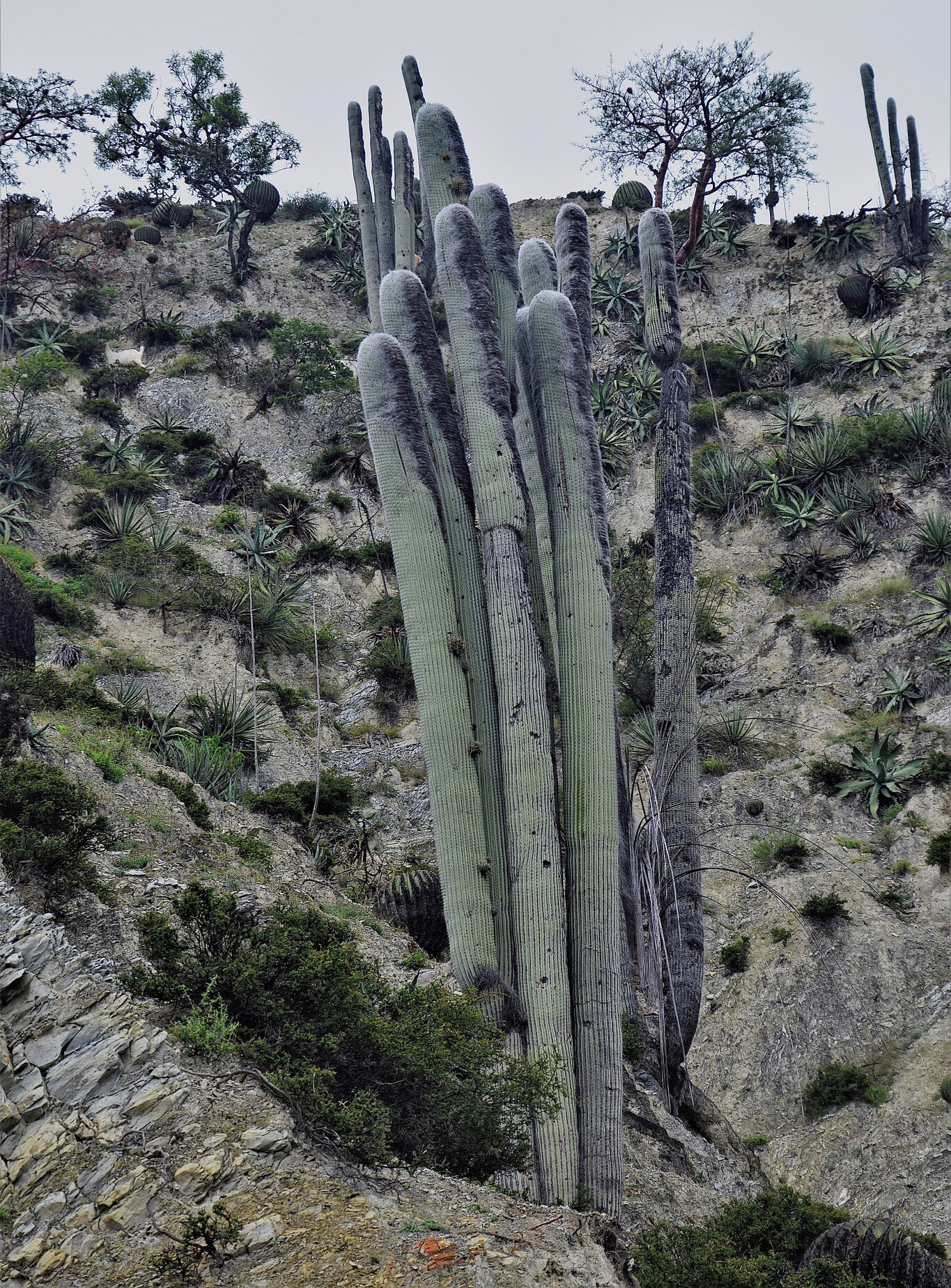
Porte de la planta